# Estádio Nacional Doroteo Guamuch Flores
O Estádio Nacional Doroteo Guamuch Flores (em castelhano: Estadio Nacional Doroteo Guamuch Flores) é um estádio multiuso localizado na Cidade da Guatemala, capital da Guatemala. Construído durante o governo do presidente Juan José Arévalo para sediar os Jogos Centro-Americanos e do Caribe, foi oficialmente inaugurado em 25 de fevereiro de 1950. Utilizado principalmente em competições de futebol, é a casa onde a Seleção Guatemalteca de Futebol manda suas partidas amistosas e oficiais. Além disso, o C.S.D. Municipal, clube da capital, também manda ali seus jogos oficiais por competições nacionais e continentais. Atualmente, sua capacidade máxima é de 26 116 espectadores.

## Histórico

### A Tragédia do 16 de Outubro
Em 16 de outubro de 1996, minutos antes do início da partida de futebol que seria disputada entre a Seleção Guatemalteca de Futebol e a Seleção Costarriquenha de Futebol em confronto válido pelas eliminatórias da CONCACAF para a Copa do Mundo FIFA de 1998, 83 torcedores morreram e mais de 200 ficaram feridos após serem pisoteados por uma avalanche de torcedores que lotou o estádio para muito além de sua capacidade máxima, avançando sobre as grades da arquibancada inferior, separada do gramado por um fosso. À época, a capacidade total do estádio era de 37 554 espectadores, porém foram contabilizados um total de 45 796 ingressos vendidos, sendo mais de 7 000 deles falsificados e comercializados por cambistas que foram presos após a ocorrência da tragédia.